# Angelic
Angelic war ein britisches Trance-Projekt bestehend aus Darren Tate, Judge Jules (eigentlich Julius O’Riordan) und dessen Ehefrau Amanda O’Riordan.

## Geschichte
Als Judge Jules und Darren Tate 1999 eine Kooperation unter dem Namen Angelic starteten, war Judge Jules bereits ein erfolgreicher Club- und Radio-DJ. Für Darren Tate war das Projekt jedoch der Beginn seiner musikalischen Karriere. Als Sängerin wirkte auch Jules’ Ehefrau Amanda O’Riordan am Projekt mit.
Die Debütsingle „It's My Turn“ wurde ein großer Charterfolg, war 10 Wochen in den britischen Singlecharts und erreichte Platz 11. Der Song wurde unter anderem von Rank 1 und 4 Strings geremixt.
2001 veröffentlichte das Trio noch zwei weitere Singles „Can't Keep Me Silent“ und „Stay With Me“, die beide ebenfalls in die britischen Charts kamen. Seither trennten sich die Wege von Judge Jules und Darren Tate, der nun auch seine eigene Solokarriere verfolgte. Amandas Stimme erschien 2005 nochmal auf dem Song „Without Love“ von Judge Jules.
2020 wurde „It's My Turn“ vom britischen Trance-Produzenten Luke Bond ein weiteres Mal geremixt.

## Diskografie

### Singles
- 2000: It's My Turn
- 2001: Can't Keep Me Silent
- 2001: Stay with Me

### Remixe
- 1999: John '00' Fleming – Lost In Emotion
- 2000: Plasma feat. Berri – Do U Believe
- 2000: Lost Witness – 7 Colours
- 2000: Kayestone – Atmosphere
- 2000: JBN – All I Want
- 2000: Sundance – Won't Let This Feeling Go
- 2000: Sunscreem – Change
- 2000: Orion – Rush